# Tirat Jehuda
Tirat Jehuda (hebrejsky טִירַת יְהוּדָה, doslova „Jehudův hrad“, v oficiálním přepisu do angličtiny Tirat Yehuda) je vesnice typu mošav v Izraeli, v Centrálním distriktu, v Oblastní radě Chevel Modi'in.

## Geografie
Leží v nadmořské výšce 59 metrů v hustě osídlené a zemědělsky intenzivně využívané pobřežní nížině, nedaleko od jižního okraje Šaronské planiny, nedaleko od úpatí kopcovitých oblasti v předhůří Judeje a Samařska.
Obec se nachází 17 kilometrů od břehu Středozemního moře, cca 17 kilometrů východně od centra Tel Avivu a cca 87 kilometrů jižně od centra Haify. Leží v silně urbanizovaném území, na východním okraji aglomerace Tel Avivu. 7 kilometrů na severozápad leží město Petach Tikva. 4 kilometry západním směrem od mošavu se rozkládá Ben Gurionovo mezinárodní letiště. Tirat Jehuda obývají Židé, přičemž osídlení v tomto regionu je etnicky převážně židovské.
Tirat Jehuda je na dopravní síť napojen pomocí místní silnice číslo 4613. Východně od vesnice probíhá severojižním směrem dálnice číslo 6 (Transizraelská dálnice).

## Dějiny
Tirat Jehuda byl založen v roce 1949. Jméno mošavu odkazuje na vysídlenou arabskou vesnici al-Tira, která se do roku 1948 rozkládala v prostoru dnešních židovských vesnic Tirat Jehuda a Bareket. V křižáckém období byla nazývána Thaeria. V roce 1931 v této arabské vesnici žilo 892 lidí v 225 domech. Stála tu základní chlapecká škola založená roku 1922 a dvě mešity. V červenci 1948 během války za nezávislost vesnici Tira v rámci Operace Danny dobyla izraelská armáda a arabské osídlení tu skončilo. Zástavba vesnice pak byla z větší části zbořena. Několik původních domů dodnes slouží jako obytné objekty současného mošavu.
Zakladateli mošavu Tirat Jehuda byla skupina Židů z Maďarska, ke kterým se později připojili Židé z Jemenu a Libye. Obyvatelé byli napojeni na sionistickou náboženskou organizaci ha-Po'el ha-Mizrachi.
V červnu 1953 byl mošav Tirat Jehuda terčem infiltrace z nedalekého území Západního břehu Jordánu, tehdy kontrolovaného Jordánskem. Jeden člen vesnice byl zabit.
Správní území vesnice dosahuje cca 2500 dunamů (2,5 kilometru čtverečního).

## Demografie
Podle údajů z roku 2014 tvořili naprostou většinu obyvatel v Tirat Jehuda Židé (včetně statistické kategorie "ostatní", která zahrnuje nearabské obyvatele židovského původu ale bez formální příslušnosti k židovskému náboženství).
Jde o menší obec vesnického typu s dlouhodobě rostoucí populací. K 31. prosinci 2014 zde žilo 1166 lidí. Během roku 2014 populace stoupla o 1,0 %.
| Rok            | 1961 | 1972 | 1983 | 1995 | 2001 | 2003 | 2004 | 2005 | 2006 | 2007 | 2008 | 2009 | 2010 | 2011 | 2012 | 2013 | 2014 |
| -------------- | ---- | ---- | ---- | ---- | ---- | ---- | ---- | ---- | ---- | ---- | ---- | ---- | ---- | ---- | ---- | ---- | ---- |
| Počet obyvatel | 324  | 325  | 424  | 505  | 631  | 692  | 734  | 803  | 859  | 920  | 971  | 963  | 1017 | 1082 | 1147 | 1154 | 1166 |